# ژاک فاوره
ژاک فاوره (انگلیسی: Jacques Favre; ۶ مهٔ ۱۹۲۱ – ۸ مهٔ ۲۰۰۸) بازیکن فوتبال اهل فرانسه بود.
از باشگاه‌هایی که در آن بازی کرده‌است می‌توان به باشگاه فوتبال نیس و باشگاه فوتبال استاد رنس اشاره کرد.